# Първата нощ
„Първата нощ“ (на италиански: La prima notte) е романтична комедия от 1959 година на режисьора Алберту Кавалканти с участието на Мартина Карол, Виторио Де Сика и Филип Нико, екранизация на романа „Венецианската нощ“ на Абел Ерман. Филмът е копродукция на Италия и Франция.

## Сюжет
Венеция – най-романтичният град, който предразполага към любов. Изабел (Мартина Карол) е красива авантюристка, която разполага с няколко бижута и си търси богат съпруг. Алфредо (Виторио Де Сика) работи като барман и е загърбил миналото си на дребен мошеник. Жерар (Филип Нико) е талантлив художник, който рисува копия на известни картини и ги продава като оригинали. Алфредо забелязва, че Жерар е двойник на богат арабски принц и решава да го запознае с Изабел, за да откраднат скъпоценностите и...

## В ролите
- Мартина Карол като Изабел Дос Сантос
- Виторио Де Сика като Алфредо
- Филип Нико като Жерар Шевалие
- Клаудия Кардинале като Анжелика
- Марта Меркадие като Антоанет Софронидис
- Жак Сернас като Боб Лебел
- Джакомо Фурия като Станислас
- Дон Циглер като Аристид Софронидис
- Брижит Жуслен като Барбара
- Иван Доминик като Джон
- Тонино Ленца като Себастиян
- Мартита Хънт като Лайза Брейдуел
- Андре Версини като маркиз Тиери Лепел
- Аве Нинки като Йоланда[3]